# Sir Henry Merrivale
Sir Henry Merrivale – postać literacka brytyjskiego detektywa stworzona przez Johna Dicksona Carra. Pojawia się w książkach pisanych pod pseudonimem: „Carter Dickson”. Ma szlachetne pochodzenie i jest wszechstronnie wykształcony ze stażem w MI6. Nosi okulary, jest łysy i ma usposobienie choleryka.

## Powieści z sir Henrym Merrivalem
- The Plague Court Murders (1934)
- The White Priory Murders (1934)
- The Red Widow Murders (1935)
- The Unicorn Murders (1935)
- The Punch and Judy Murders lub The Magic Lantern Murders (1936)
- The Ten Teacups lub The Peacock Feather Murders (1937)
- The Judas Window lub The Crossbow Murder (1938)
- Death in Five Boxes (1938)
- Drop to His Death lub Fatal Descent (1939) – napisana wspólnie z Johnem Rhodem'em
- The Reader is Warned (1939) – wyd. pol. Ostrzegam czytelnika, Czytelnik 1972
- And So To Murder (1940)
- Murder in the Submarine Zone lub Nine – And Death Makes Ten lub Murder in the Atlantic (1940)
- Seeing is Believing lub Cross of Murder (1941)
- The Gilded Man lub Death and the Gilded Man (1942)
- She Died a Lady (1943)
- He Wouldn't Kill Patience (1944)
- The Curse of the Bronze Lamp (1945) lub Lord of the Sorcerers (1946)
- My Late Wives (1946)
- The Skeleton in the Clock (1948)
- A Graveyard to Let (1949)
- Night at the Mocking Widow (1950)
- Behind the Crimson Blind (1952)
- The Cavalier's Cup (1953)
- Fear is the Same (1956)
- Merrivale, March and Murder (1991) – antologia z dwoma opowiadaniami z sir Henrym Merrivalem